# Мавровени
Мавровени (на гръцки: Μαυροχωρίτες, Маврохоритес) са жителите на костурското село Маврово (Маврохори), Гърция. Това е списък на най-известните от тях.

## Родени в Маврово
А – Б – В – Г – Д –
Е – Ж – З – И – Й —
К – Л – М – Н – О —
П – Р – С – Т – У —
Ф – Х – Ц – Ч – Ш —
Щ – Ю – Я

### А
- Апостол Гечов (Απόστολος Γκέτσιος), гръцки андартски деец, член на революционния комитет в Маврово в началото на XX век[1]
- Атанас Мавровски (Αθανάσιος Μαυροβίτης), гръцки андартски деец, член на революционния комитет в Маврово в началото на XX век[1]

### В
- Васил Вуйчев (Βασίλειος Βουίτσης), гръцки андартски деец, председател на революционния комитет в Маврово в началото на XX век[1]
- Васил Гечов (Βασίλειος Γκέτσιος), гръцки андартски деец, член на революционния комитет в Маврово в началото на XX век[1]

### Г
- Георги Казамов (Γεώργιος Καζαμίας), гръцки андартски деец, член на революционния комитет в Маврово в началото на XX век[1]

### Д
- Дамян Главов (Δαμιανός Γκλάβας), гръцки андартски деец, член на революционния комитет в Маврово в началото на XX век[1]
- Димитър Вуйчев (Δημήτριος Βουίτσης), гръцки андартски деец, член на революционния комитет в Маврово в началото на XX век[1]
- Димитър Попставрев (παπα-Δημήτριος Παπασταύρος), гръцки свещеник и андартски деец, член на революционния комитет в Маврово в началото на XX век[1]

### К
- Киряк Караджов (παπα-Κυριάκος Καράτζιος), гръцки свещеник и андартски деец, член на революционния комитет в Маврово в началото на XX век[1]
- Константин Попкиряков (Κωνσταντίνος Παπακυριακού), гръцки андартски деец, член на революционния комитет в Маврово в началото на XX век[1]
- Константин Попставрев, гръцки андартски капитан
- Константин Таравабанев (Κωνσταντίνος Ταραβάνης), гръцки андартски деец, агент от ІІІ ред, куриер и водач на чети[2]

### Л
- Леонидас Мавровитис (1873 – 1958), гръцки общественик и андартски деец, кмет на Костур

### М
- Манол Бутков (παπα-Μανόλης Μπούτκας), гръцки свещеник и андартски деец, член на революционния комитет в Маврово в началото на XX век[1]

### Н
- Наум Попставрев (Ναούμ Παπασταύρος), гръцки андартски деец, член на революционния комитет в Маврово в началото на XX век[1]
- Неджип Акиф Реджеп, арестуван преди април 1904 година, обвинен, че е „ограбил някои предмети от село Загоричани, което било запалено по време на бунта, предизвикан от българския комитет“,[3] лежал в Корчанския затвор, амнистиран с общата амнистия от 12 април 1904 година[4]

### С
- Спиро Ставрев (1895 – ?), македоно-одрински опълченец, Трета рота на Четвърта битолска дружина[5]

### Т
- Тома Раджов (Θωμάς Ράτζος, Ράντζος), гръцки андартски деец, агент от ІІІ ред[2]

### Ф
- Филипос Пецалникос (р. 1950), гръцки политик, депутат от ПАСОК, председател на гръцкия парламент

### Х
- Хрисо Бивулов (Χρυσός Μπίβουλας), гръцки андартски деец, агент от ІІІ ред на разположение на Герман Каравангелис от 1903 до 1912 година, след избухването на Балканската война е доброволец в четата на Георгиос Катехакис (Рувас) и е тежко ранен в дясната ръка в 1913 година, избран е за ръководител на сдружението на гръцките доброволци[2]
- Христаки Попставрев (Χρηστάκης Παπασταύρος), гръцки андартски деец, председател на революционния комитет в Маврово в началото на XX век[1]
- Христина Терзиовска (Χριστίνα Τερζή, ? – 1912), гръцка учителка и андартска деятелка, жена на Зисо Терзиовски[1]

## Други
- Йоанис Коренцидис (р. 1973), кмет на Костур, по произход от Маврово